# Велике Гірке озеро
Велике Гірке озеро (араб. البحيرة المرة الكبرى) — солоне озеро на трасі Суецького каналу. До нього примикає Мале Гірке озеро (араб. البحيرة المرة الصغرىا). Разом озера мають площу 250 км². На північ канал прямує озерами Манзала й Тимсах. Оскільки канал не має шлюзів, вода з Червоного і Середземного морів вільно поповнює ту воду, яка випарувалася з поверхні озера. Озера виступають своєрідним буфером для каналу, зменшуючи дію морських припливів.

## Історія

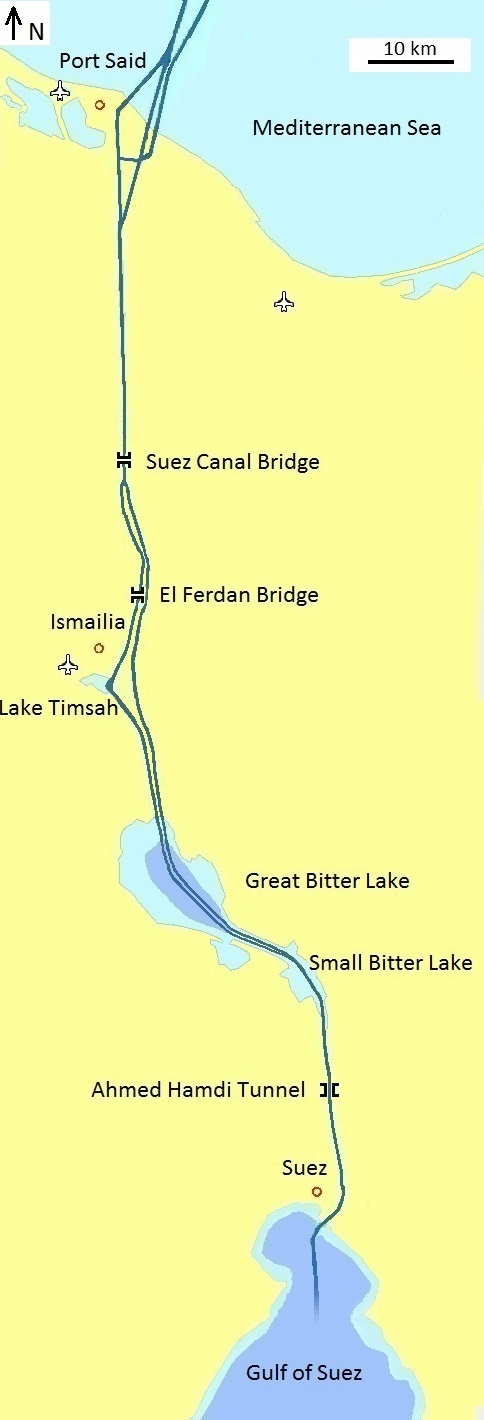
Весь Суецький канал на карті. Велике Гірке озеро розташоване по центру.

У римські часи водний шлях до Індії та до східно-римської провінції Аравія Петреа був таким чином полегшений, що під керівництвом імператора Траяна в 100 році нашої ери роботи над Бубастіс-каналом знову відновились: збудовано новий канал, що поєднав сьогоднішній Каїр через Більбейс до старого Бубастіс-каналу. На честь імператора канал був названий Amnis Trajanus.
Навпроти птолемейського міста Арсіноє заклав Траян укріплений порт Klysma(Cleopatris, пізніше Kolzum). Через це оновлення 84 кілометрового Бубастіс-каналу, яке було розпочато фараоном Нехо II і закінчено Даріусом I, було створено прохідне водне сполучення від Рима до певних індійських портових міст. Римська торгівля з Індією опиралась на порт Myos Hormos. Із траянським каналом було створено пряме корабельне сполучення із східно-римською провінцією Аравія Петреа, спростилося перевезення вантажів. Траянський канал також при імператорі Адріані використовувався і підтримувався. У часи смерті імператора Траяна (117 рік нашої ери) Рим володів всіма портами Червоного моря і Перської затоки. Торговельний оборот від Єгипту на південь та схід досяг свого найвищого пункту. 
Від початку шестиденної війни у 1967, коли робота каналу була призупинена до 1975, 14 суден були замкнені в озері. Ці кораблі отримали назву Жовтої флотилії (англ. Yellow Fleet) за кольором піску, яким були занесені їхні палуби.